# 広島高速5号線
広島高速5号線（ひろしまこうそく5ごうせん）は、広島県広島市東区の温品JCTから広島県広島市東区の広島駅北口出入口へ至る広島高速道路の路線である。路線名東部線。道路法上の路線名は広島県道474号温品二葉の里線である。総延長4.0 km。

## 概要
広島高速1号線を介して山陽自動車道広島東ICと直結し、広島駅周辺市街地と広島空港との間の高速性・定時性を確保するとともに、広島市北東部地区の交通渋滞の緩和が図ることが目的。
現在、開通している区間はない。当初は、2012年度（平成24年度）に一部区間開通予定だったが、トンネル工事の反対運動が起きたため、2017年度（平成29年度）に変更され、その後さらに2020年度（令和2年度）、2022年度（令和4年度）、2024年度（令和6年度）に相次いで変更され、2023年（令和5年）10月に開通予定年度は2028年度（令和10年度）となった。
広島高速4号線に接続させる東部線II期が計画検討路線である。（広島高速道路の第2期工事計画による）
地元民の地盤沈下懸念に対して、二葉山トンネルは地盤沈下の抑制に優れているシールド工法が採用された。2018年（平成30年）9月からトンネル掘削が開始された。
- 東部線 : 温品JCT - 広島駅北口出入口
  - 規格 : 第2種第2級（自動車専用道路）
  - 設計速度 : 60 km/h
  - 標準幅員 : 17.5 m（暫定2車線時10.5 m）
  - 車線数 : 暫定2車線[5]
- 東部線II期 : 広島駅北口 - 高速4号線

### 県道としての概要
- 起点：広島市東区温品（温品JCT）
- 終点：広島市東区二葉の里（広島駅北口出入口）
- 総延長：全区間未開通

## 歴史
この節の出典。
- 平成11年（1999年）3月：広島高速5号線（東部線）の都市計画決定。
- 平成12年（2000年）9月：広島高速5号線の事業化。
- 平成19年度（2007年）：トンネル建設に伴う地表面沈下等を不安視する地域住民等から広島高速5号線事業の中止を求める要請書が提出される。
- 平成20年度（2008年）：県、市（出資者）と協議の上、広島高速5号線の本体工事着手を一時見合わせる。
- 平成21年（2009年）9月：「広島高速5号線トンネル安全検討委員会」を設置し科学的な審議・検討を開始。
- 平成24年（2012年）8月：トンネル安全検討委員会 報告書をとりまとめ「安全なトンネル工事は可能」
- 平成24年（2012年）12月：広島県知事、広島市長による事業再開の決定。
- 平成30年（2018年）9月：シールドトンネル掘削開始。
- 平成30年（2018年）12月：シールドマシンの一部損傷により掘削作業中断。
- 令和元年（2019年）5月：シールドトンネル掘削再開。

## 開通予定年度
- 温品JCT - 広島駅北口出入口 令和10年度（2028年度）の完成を目指している[2]。

## 出入口など
- 路線名の特記がないものは市道。

| 施設名                     | 接続路線名                       | 起点から (km) | 備考     |
| -------------------------- | -------------------------------- | ------------- | -------- |
| 広島高速1号線              |                                  |               |          |
| 温品JCT                    | 広島高速2号線 広島北道路（構想） | 0.0           | 事業中   |
| 中山出入口                 | 中山尾長線                       |               | 事業中   |
| 二葉山トンネル             |                                  | ↓             | 事業中   |
| 広島駅北口出入口           | 東海田広島線                     | 4.0           | 事業中   |
| 東部線II期（計画検討路線） |                                  |               |          |
| 中広出入口                 | 南北線（計画検討路線）           | 計画検討      | 計画検討 |
| 広島高速4号線              |                                  |               |          |

## 反対運動
広島高速5号線建設を巡り、広島市議会では「広島高速5号線の安全性の確保と建設促進を求める決議案」が出されるなど早期完成が要望されている。高速5号線は中山から二葉の里にかけてほぼ全区間でトンネルとなるが、日本共産党および共産党員や日本地質学会会員の越智秀二などの活動家が住民を煽動し反対運動を展開している。